# Karin Huttary
Karin Huttary, née le 23 mai 1977, est une skieuse acrobatique autrichienne s'illustrant en cross. Elle a notamment été championne du monde de cross en 2005 puis vice-championne du monde de cross en 2009, par ailleurs elle compte quatre victoires en Coupe du Monde entre 2003 et 2006.

## Palmarès

### Championnats du monde
| Épreuve / Édition | Ruka 2005 | Inawashiro 2009 |
| Ski cross         | Or        | Argent          |

### Coupe du monde

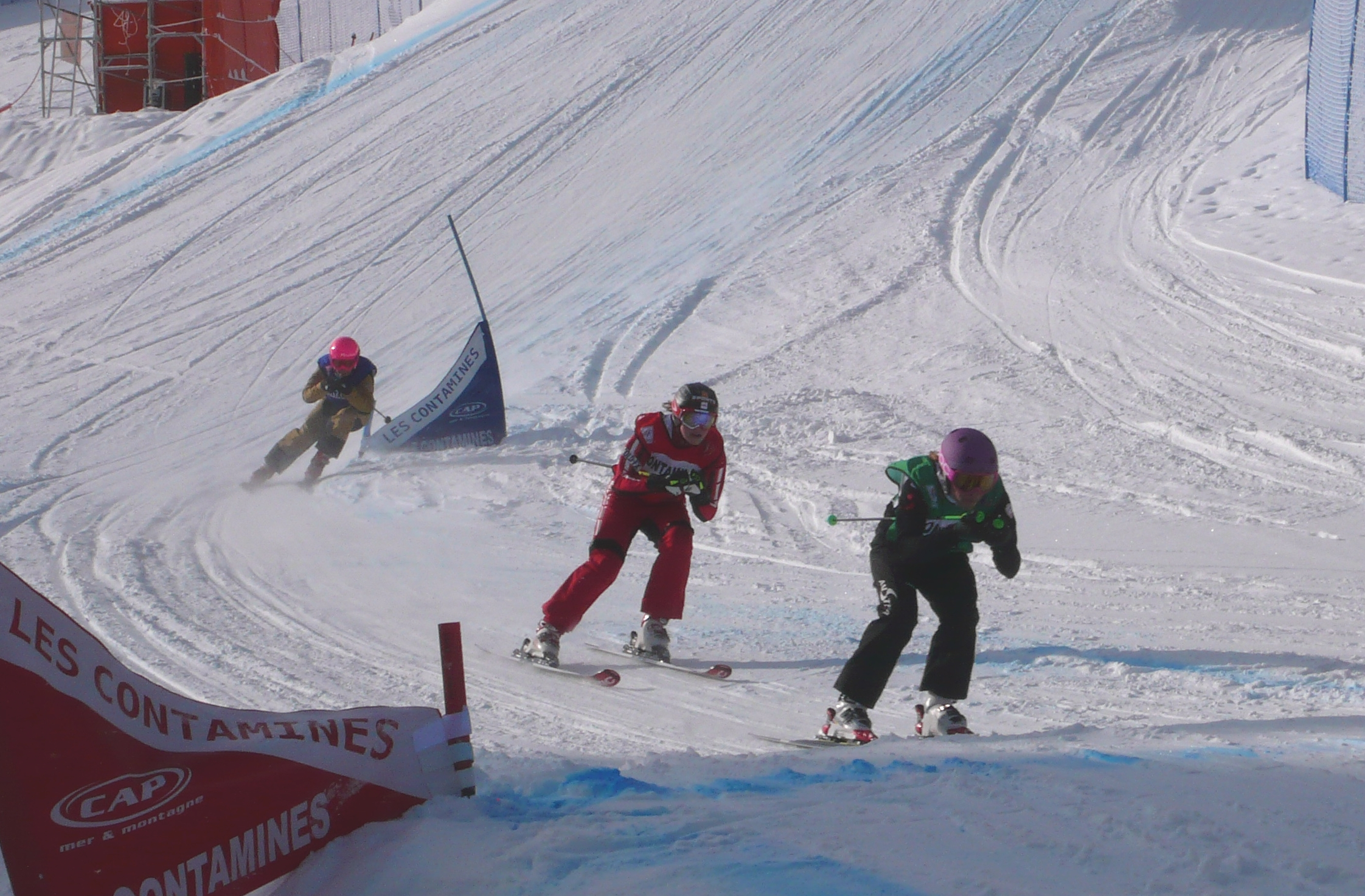
Karin Huttary (en vert) en route vers la 1re place de la demi-finale des Contamines ; elle finira 3e de la finale.

- Meilleur classement au général : 2e en 2006.
- Meilleur classement du cross : 2e en 2005 et 2006.
- 16 podiums dont 4 victoires.

#### Détails des victoires
| Édition / Épreuve | Cross             |
| 2003              | Les Contamines    |
| 2005              | Kreischberg Naeba |
| 2006              | Les Contamines    |